# Ken Livingstone

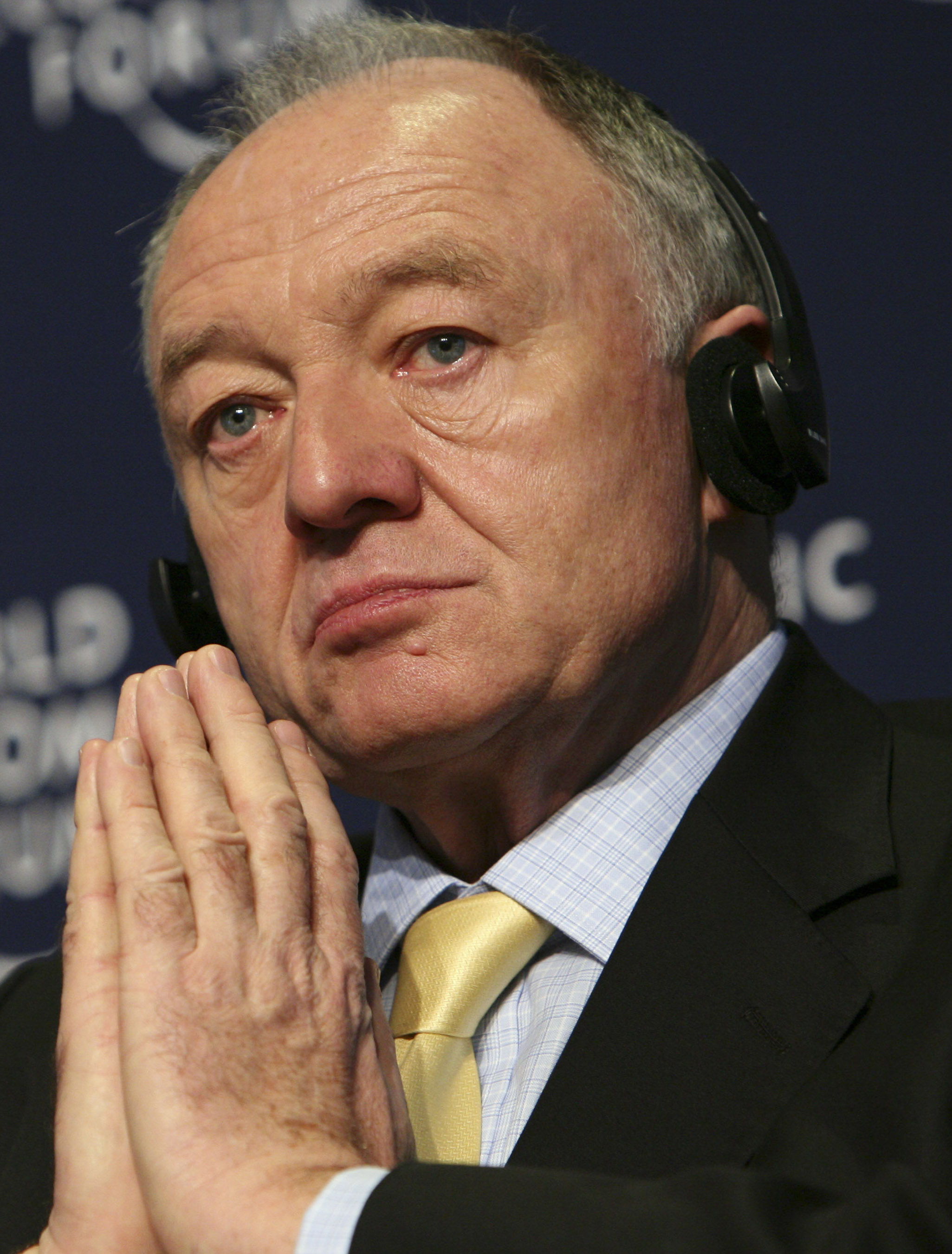
Ken Livingstone am Weltwirtschaftsforum in Davos (2008)

Kenneth Robert „Ken“ Livingstone (* 17. Juni 1945 in Tulse Hill, London) ist ein britischer Politiker (ehemals Labour Party). Er amtierte von 2000 bis 2008 als erster direkt gewählter Bürgermeister von London (Mayor of London). Davor war er von 1981 bis 1986 Vorsitzender des Greater London Council (GLC) und von 1987 bis 2001 Unterhaus-Abgeordneter. Sein Spitzname lautet „Red Ken“ (Roter Ken) aufgrund seiner ausgeprägt linken Politik. Er zählt sich selbst zu den demokratischen Sozialisten und gilt als eine der schillerndsten politischen Figuren des Landes.
Livingstone trat 1968 der Labour Party bei und wurde 1973 in den GLC gewählt. Als Vorsitzender des GLC setzte er sich ab 1981 für niedrigere Fahrpreise im öffentlichen Personennahverkehr Londons ein, doch seine Maßnahmen wurden gerichtlich angefochten und für ungültig erklärt. Erfolgreicher war er mit Förderprogrammen für Frauen und Minderheiten, trotz starker Opposition. Livingstone war ein lautstarker Gegner der Politik der konservativen Premierministerin Margaret Thatcher, was 1986 zur Auflösung des GLC führte. Er trat zu den Unterhauswahlen 1987 an und wurde im Wahlkreis Brent East gewählt. Livingstone kandidierte erfolglos für den Vorsitz der Labour Party und kritisierte den neuen zentristischen Kurs der Partei („New Labour“).
Gegen den erklärten Willen von Premierminister Tony Blair kandidierte Livingstone 2000 erfolgreich bei den ersten Londoner Bürgermeisterwahlen. Er trat als unabhängiger Kandidat an, was zu seinem vorübergehenden Parteiausschluss geführt hatte. Während seiner ersten Amtszeit reorganisierte er das Londoner Verkehrswesen. Trotz seiner Ablehnung der britischen Beteiligung am Irakkrieg wurde er 2004 wieder in die Partei aufgenommen und sicherte sich die Wiederwahl. 2008 und 2012 kandidierte er ebenfalls, unterlag aber beide Male dem Konservativen Boris Johnson, woraufhin er sich aus der Politik zurückzog. 2018 wurde er wegen als antisemitisch kritisierten Äußerungen auf unbestimmte Zeit aus der Labour Party ausgeschlossen.

## Privatleben
Ken Livingstone ist der Sohn der Varieté-Tänzerin Ethel Ada Kennard (1915–1997) und des aus Schottland stammenden Robert Moffat Livingstone (1915–1971), der als Kapitän von Fischerbooten und Fähren im Ärmelkanal arbeitete. Er hat eine zweieinhalb Jahre jüngere Schwester namens Lin. Livingstone bezeichnete seine Eltern als „Tories der Arbeiterklasse“, sie waren jedoch ungewöhnlich tolerant und verurteilten Rassismus und Homophobie. Seit seiner Jugend ist sein Hobby das Halten und Züchten von Molchen.
Nach seiner obligatorischen Schulzeit arbeitete Livingstone von 1962 bis 1970 als Techniker in Chester Beattys Krebsforschungslabor in Fulham, wo er für die Versuchstiere zuständig war. Die meisten der dort angestellten Techniker waren Sozialisten, so dass er bei der Gründung einer Sektion der Gewerkschaft für wissenschaftliche und technische Mitarbeiter behilflich war. Insbesondere wehrte er sich gegen den Abbau von Arbeitsstellen durch das Management. Zusammen mit einem Arbeitskollegen reiste er 1966 durch Westafrika; dabei besuchte er Algerien, Niger, Nigeria, Ghana und Togo. Nach seiner Rückkehr nahm er an verschiedenen Protestmärschen gegen den Vietnamkrieg teil, was sein Interesse an der Politik weiter verstärkte.
Im September 1970 begann Livingstone eine dreijährige Ausbildung als Lehrer, die er dann aber als „totale Zeitverschwendung“ betrachtete. Später kam er nie dazu, in diesem Beruf zu arbeiten. 1973 heiratete er Christine Pamela Chapman, die Präsidentin des Studentenrates am Lehrerseminar in Streatham. Die Ehe endete 1982 in einer Scheidung. Um diese Zeit begann er eine Beziehung mit Kate Allen, der späteren Direktorin der britischen Sektion von Amnesty International; das Paar trennte sich im November 2001. Seine derzeitige Lebensgefährtin ist Emma Beal, die damals seine Büroleiterin war. Zusammen haben sie einen Sohn und eine Tochter. Aus früheren Beziehungen stammen ein Sohn und zwei Töchter, deren Existenz erst 2008 während des Bürgermeisterwahlkampfs enthüllt wurde. Livingstone und Beal heirateten im September 2009.

## Lokalpolitik (1968–1986)
Im März 1968 trat Livingstone der Labour Party bei. Er stieg im Ortsverband rasch auf und wurde innerhalb eines Monats Vorsitzender der Jungsozialisten des Stadtteils Norwood. Dabei profitierte er von dem Umstand, dass die Mitgliederzahlen damals sanken und kaum neue junge Mitglieder nachrückten. Gründe dafür waren die Unterstützung des Vietnamkriegs durch die damalige Labour-Regierung von Harold Wilson, Budgetkürzungen beim National Health Service und Einschränkungen der Gewerkschaften, was jüngere Wähler zu Parteien der radikalen Linken trieb. Livingstone glaubte, dass Graswurzelbewegungen wie die 68er-Bewegung wenig effektiv seien und er mit dem Parteibeitritt besser dazu beitragen könne, progressive politische Veränderungen herbeizuführen.
Im Mai 1971 wurde Livingstone in den Rat des London Borough of Lambeth gewählt, in welchem er Vizevorsitzender des Komitees für Sozialwohnungen war. Er selbst war kein Anhänger des Marxismus, arbeitete aber mit trotzkistischen Gruppierungen innerhalb der Partei zusammen, da er sie als nützliche Verbündete betrachtete. Bei den Wahlen zum Greater London Council (GLC) am 12. April 1973 gewann Livingstone im Wahlkreis Norwood. Die von Reginald Goodwin angeführte Labour-Fraktion verfügte im GLC über eine komfortable Mehrheit von 58 Sitzen, gegenüber 32 der Conservative Party und 2 der Liberal Party. 16 der Labour-Abgeordneten, darunter Livingstone, waren dem linken Flügel zuzurechnen. Er blieb weiterhin Abgeordneter im Rat von Lambeth und trat im Dezember 1973 als Vizevorsitzender der Sozialwohnungskommission zurück.
Innerhalb der Labour-Fraktion im GLC galt Livingstone als radikaler Störenfried und erhielt deshalb die relativ unwichtige Position als Vizevorsitzender der Kommission für die Prüfung der Altersfreigabe von Filmen. Mit zunehmender Unterstützung des linken Flügels wurde er im März 1974 in die Exekutive der Labour Party von Greater London gewählt, die für das Wahlprogramm und die Kandidatenlisten für Rats- und Parlamentssitze zuständig war. Er übernahm daraufhin den Vizevorsitz des GLC-Komitees für Sozialwohnungsverwaltung, wurde aber im April 1975 entlassen, da er die von Goodwin vorgeschlagenen Sparmaßnahmen ablehnte. Vor den Wahlen am 5. Mai 1977 erkannte Livingstone, dass er seinen Sitz in Norwood wohl kaum würde verteidigen können. Stattdessen ließ er sich im weitaus sichereren Wahlkreis Hackney North and Stoke Newington aufstellen. Er sah sich zwar mit dem Vorwurf konfrontiert, ein Karrierist zu sein, war aber nach den Wahlen einer der wenigen Vertreter des linken Labour-Flügels im GLC, in dem es nun eine Mehrheit der Conservative Party gab.
Livingstone zog anschließend nach West Hampstead im London Borough of Camden um. Im Hinblick auf die bevorstehenden Unterhauswahlen bestimmte ihn der Ortsverein im Juni 1977 als Kandidaten für den Wahlkreis Hampstead, wobei er Vince Cable schlug. 1978 wurde er in den Rat von Camden gewählt und übernahm dort den Vorsitz der Sozialwohnungskommission. Geschwächt durch den Winter of Discontent, erlitt die Labour-Regierung von James Callaghan bei den Unterhauswahlen 1979 eine empfindliche Niederlage. Auch Livingstone blieb erfolglos, da der Wahlkreis Hampstead fest in konservativer Hand war.
Inspiriert durch Tony Benn, einem weiteren Aushängeschild des linken Flügels, versuchte Livingstone im April 1980 den moderaten Andrew McIntosh als Labour-Fraktionsvorsitzenden im GLC zu stürzen. McIntosh behielt mit 14 zu 13 Stimmen zwar knapp die Oberhand, wurde aber deutlich geschwächt. Bei den GLC-Wahlen am 7. Mai 1981 errang die Labour Party eine knappe Mehrheit. Livingstone hatte sich im Wahlkreis Paddington aufstellen lassen und war dort trotz einer heftig geführten Gegenkampagne konservativer Zeitungen gewählt worden. Nur einen Tag später forderte er McIntosh heraus. Mit den Stimmen des besser organisierten linken Flügels wählte ihn die Fraktion zum neuen Vorsitzenden des GLC. Die Daily Mail bezeichnete Livingstone als gefährlichen Linksextremen, The Sun gab ihm den Spitznamen Red Ken und Premierministerin Margaret Thatcher warnte, Leute wie Livingstone hätten es darauf abgesehen, Großbritannien jene Tyrannei aufzuzwingen, von der sich die Völker Osteuropas befreien wollten.

## Vorsitzender des Greater London Council (1981–1986)

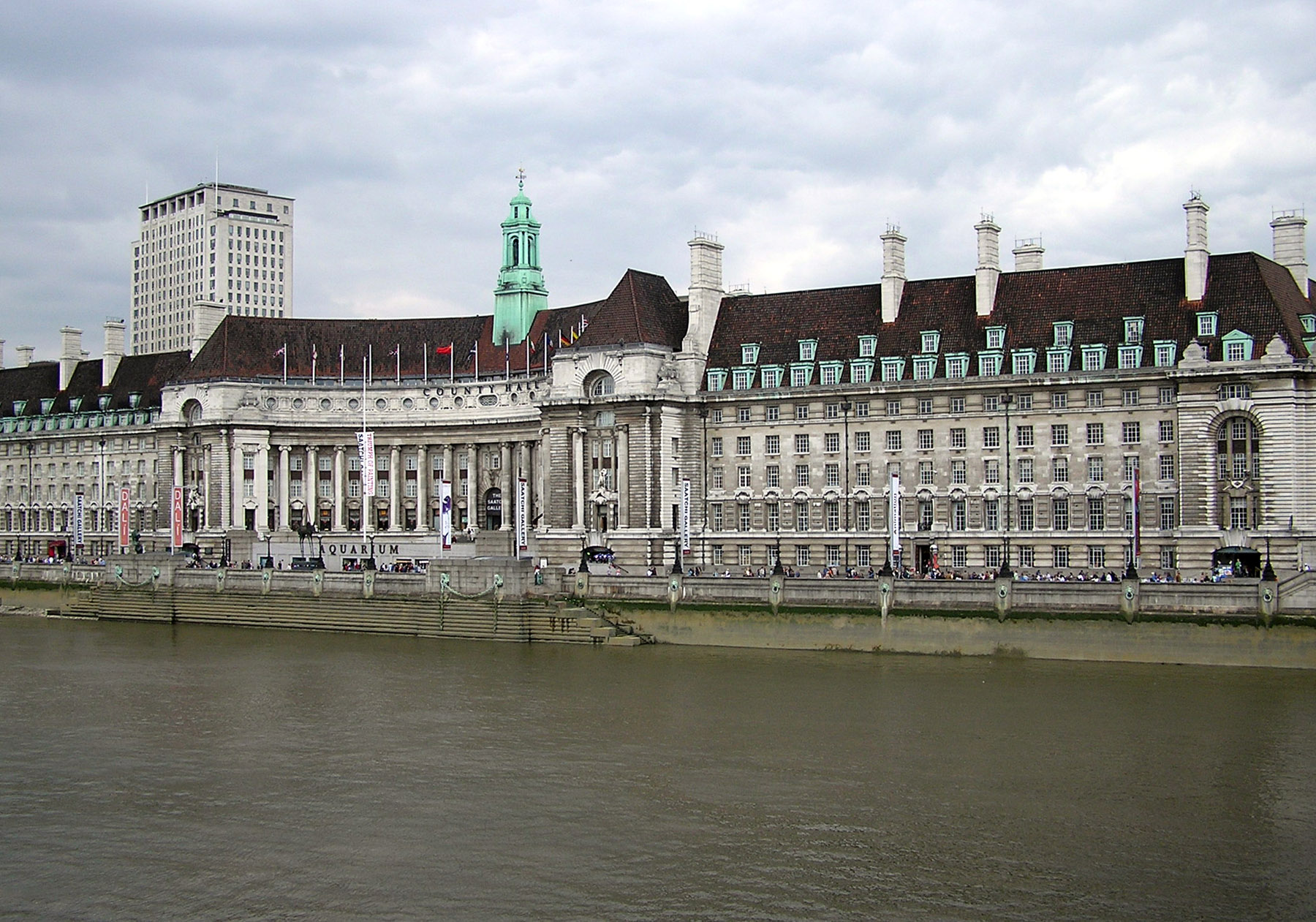
Die County Hall, Sitz des Greater London Council

Livingstone hob umgehend zahlreiche Privilegien für GLC-Abgeordnete und höhere Beamte auf. Er erlaubte es den Bürgern, im Restaurant der Abgeordneten zu speisen und kostenlos die Sitzungssäle für Versammlungen zu benutzen, wodurch die County Hall den Spitznamen People's Palace („Palast des Volkes“) erhielt. Die britischen Medien versuchten, Livingstone in einem möglichst schlechten Licht darzustellen. Kelvin MacKenzie, der Herausgeber von The Sun, stellte eigens ein Reporterteam zusammen, um „den Dreck ans Tageslicht zu bringen“. Den Reportern gelang es jedoch nicht, irgendwelche Skandale zu enthüllen, sodass sie sich auf Berichte über sein Interesse für Reptilien beschränkten. Private Eye stellte die Behauptung auf, Livingstone werde von Libyen finanziert. Er verklagte die Satirezeitschrift wegen Diffamierung und erhielt im November 1983 außergerichtlich eine Entschädigung von 15.000 Pfund.
Einer der Hauptpfeiler des Wahlmanifests von 1981 war das Programm Fares Fair („Faire Fahrpreise“). Damit sollten die Fahrpreise der London Underground und der Busse gesenkt und dauerhaft auf einem niedrigen Niveau gehalten werden. Die Londoner sollten dadurch bewogen werden, häufiger die U-Bahn zu nutzen, wovon man sich eine Verringerung der Verkehrsstaus versprach. Die Tarife wurden im Oktober 1981 um 32 % gesenkt, finanziert durch eine Erhöhung der Grundstückssteuern. Die von den Konservativen geführte Verwaltung des London Borough of Bromley focht die Maßnahme gerichtlich an, da die Einwohner dieses Stadtbezirks die tieferen Fahrpreise mitfinanzieren müssten, ohne davon zu profitieren (in Bromley verkehren keine U-Bahnen). Ein Appellationsgericht gab den Klägern am 10. November Recht. Die GLC gelangte daraufhin an die höchste Instanz, das House of Lords. Fünf Lordrichter erklärten Fares Fair am 17. Dezember 1981 einstimmig für ungesetzlich.
Livingstones Verwaltung setzte sich vehement für die nukleare Abrüstung ein und erklärte London zur atomwaffenfreien Zone. Sie strebte auch danach, Benachteiligten in London zu helfen, darunter Frauen, Behinderten, Homosexuellen und ethnischen Minderheiten (die so genannte „Regenbogenkoalition“). Der GLC verwendete einen Teil des Budgets, um Selbsthilfegruppen und Aktivisten finanziell zu unterstützen. Er hoffte, dadurch gesellschaftlichen Wandel herbeiführen zu können. Da Livingstone davon überzeugt war, dass die Metropolitan Police eine rassistische Organisation sei, setzte er Paul Boateng als Vorsitzenden der Aufsichtsbehörde ein. Die Konservativen und ein Teil der Presse betrachteten diese Maßnahmen als typisch für das, was sie abschätzig als loony left („durchgeknallte Linke“) bezeichneten. Ihre Kritik war häufig rassistisch, homophob und sexistisch geprägt. Im Juli 1981 schlug Livingstone als überzeugter Anhänger einer republikanischen Staatsordnung die Einladung zur Hochzeit von Prinz Charles und Diana Spencer aus. Außerdem gestattete er irischen Republikanern, während der Hochzeitszeremonie eine Mahnwache auf den Stufen vor der County Hall durchzuführen. Beides trug ihm seitens der Presse viel Kritik ein. Im Januar 1982 provozierte er Thatchers Regierung, indem er auf dem Dach der County Hall – in Sichtweite des Westminster-Palasts – eine Anzeigetafel mit den aktuellen Arbeitslosenzahlen aufstellen ließ.
Weitere Provokationen waren die Ausrufung eines „antifaschistischen Jahres“, die Unterstützung von Friedensorganisationen und Solidaritätsbekundungen für den kubanischen Diktator Fidel Castro. Als größter Affront galt die Einladung der Sinn-Féin-Anführer Gerry Adams und Danny Morrison im Dezember 1982. Da ihnen die Einreise nach London aufgrund eines Antiterrorgesetzes untersagt wurde, traf Livingstone sie stattdessen im Februar 1983 in Belfast. Nach diesem Treffen sagte er, die Iren seien unter der 800-jährigen britischen Herrschaft schlimmer behandelt worden als die Juden unter Adolf Hitler. Diese Aussage machte ihn zu einem potenziellen Ziel der Loyalisten: 2003 enthüllte Michael Stone in seiner Autobiografie, dass die Ulster Defence Association geplant habe, Livingstone zu ermorden. Stone selbst hätte den Anschlag verüben sollen, sah aber davon ab, weil er sich von den Sicherheitsbehörden verfolgt fühlte.
Nach den Unterhauswahlen 1983 legte die konservative Regierung dem GLC immer mehr Steine in den Weg. Zahlreiche Subventionen wurden gestrichen und das Parlament verabschiedete im Juni 1984 ein Gesetz, das die Abschaffung des GLC vorsah. Livingstone und drei weitere Stadträte traten am 2. August 1984 aus Protest zurück und erzwangen dadurch Nachwahlen, die den Charakter eines Referendums haben sollten. Die Konservativen stellten allerdings keinen einzigen Kandidaten auf. Dies führte zu einer sehr niedrigen Wahlbeteiligung, sodass die Kampagne letztlich scheiterte. Der GLC wurde am 31. März 1986 aufgelöst, seine Kompetenzen gingen teilweise an die einzelnen London Boroughs und teilweise an die Zentralregierung über. Zum Gedenken an den GLC veranstaltete Livingstone an diesem Tag ein Gratiskonzert in der Royal Festival Hall.

## Livingstone im Unterhaus (1987–2000)
Livingstone war Kandidat bei den Unterhauswahlen am 11. Juni 1987 und wurde mit rund 1600 Stimmen Vorsprung zum Abgeordneten des Wahlkreises Brent East gewählt. Die Atmosphäre im Parlament empfand er als bedrückend. Er stellte fest, es sei ähnlich wie in einem Naturkundemuseum zu arbeiten, nur seien nicht alle Ausstellungsstücke ausgestopft. Das Verhältnis zur Labour-Fraktion war von Anfeindungen geprägt. Livingstones Rolle im Unterhaus war auf jene eines Hinterbänklers beschränkt, da sein radikaler Sozialismus innerhalb der Partei immer weniger Anklang fand. Die Labour Party bewegte sich unter Neil Kinnock immer mehr zur Mitte. Die Exponenten des linken Flügels, zu dem Livingstone gehörte, wurden für die „Unwählbarkeit“ der Partei verantwortlich gemacht. Zwar gelang ihm im September 1987 die Wahl in den Parteivorstand, doch im Oktober 1989 wurde er durch John Prescott ersetzt.
Bei den Unterhauswahlen am 9. April 1992 konnte Livingstone seine Mehrheit in seinem Wahlkreis um zehn Prozent ausbauen. Tony Blair, der 1994 neuer Parteivorsitzender wurde, wollte die Labour Party unter dem Schlagwort „New Labour“ weiter in die Mitte führen und damit für neue Wählerschichten attraktiv machen. Für Peter Mandelson, einen der Architekten des Wandels der Partei zu New Labour, waren Personen wie Livingstone „Feinde“ der Reformen. 1995 wehrte er sich vergeblich gegen Blairs Versuche, das traditionelle Ziel der Verstaatlichung der Industrie aus der Parteiverfassung zu streichen, da er dies als Verrat an den sozialistischen Wurzeln der Labour Party ansah. 1996 warnte er vor dem wachsenden Einfluss von Spin-Doctors und forderte die Entlassung von Blairs Kommunikationsberater Alastair Campbell. Blairs Reformen führten zu einem überwältigenden Wahlsieg bei den Unterhauswahlen am 1. Mai 1997. Livingstone wurde mit 67,5 % der Stimmen erneut als Abgeordneter von Brent East bestätigt. Im März 1998 kritisierte er Finanzminister Gordon Brown öffentlich, weil er „einen Haufen thatcheristischen Unsinn“ von sich gebe und die Londoner U-Bahn privatisieren wolle. Trotz des zunehmend fehlenden Rückhalts gelang es ihm 1997, auf Kosten von Mandelson erneut in den Parteivorstand gewählt zu werden.
Neben seiner Parlamentstätigkeit übte Livingstone einige „Nebenjobs“ aus. So war er Kandidat und Moderator von Spielshows, Redner bei Banketten und Restaurantkritiker für die Zeitung Evening Standard. Er trat insgesamt siebenmal in der Satiresendung Have I Got News for You auf und bewies dabei komödiantisches Talent. 1995 steuerte er einige Worte zum Song Ernold Same auf dem Album The Great Escape von Blur bei.

## Umstrittene Wahl (2000)
Teil des Wahlmanifests der neuen Labour-Regierung war unter anderem die Stärkung der lokalen Behörden. In London sollte die Greater London Authority (GLA) geschaffen werden, die aus einem direkt gewählten Bürgermeister (Mayor of London) und einem neuen Stadtparlament (London Assembly) besteht. Vorgesehen war ein ähnlicher Kompetenzumfang wie beim früheren GLC. Die neue Verwaltungsstruktur wurde in einem Referendum am 7. Mai 1998 mit 72 % der Stimmen angenommen. Bereits zwei Monate zuvor hatte Livingstone seine Absicht bekanntgegeben, als Bürgermeister kandidieren zu wollen. Blair missfiel dies, da Livingstone seiner Meinung nach zu jenen „sozialistischen Relikten“ gehörte, welche die Partei in den 1980er Jahren „beinahe in den Abgrund geritten“ hätten. Der Flügel um Blair organisierte eine parteiinterne Schmutzkampagne gegen Livingstone, um sicher zu gehen, dass er nicht als Kandidat aufgestellt wird. Nach dem Verzicht von Mo Mowlam wurde Frank Dobson als offizieller Kandidat vorgeschlagen.
Obwohl Livingstone bei der parteiinternen Abstimmung am 20. Februar 2000 die meisten Stimmen erhielt, wurde Dobson zum Kandidaten gekürt. Dobson profitierte von einem umstrittenen Wahlsystem, bei dem die Stimmen von Abgeordneten des Unterhauses und des Europäischen Parlaments viel stärker gewichtet wurden als jene der einfachen Parteimitglieder. Livingstone nannte Dobson einen „verdorbenen Kandidaten“ und erklärte am 6. März entgegen früher gemachter Zusagen, dass er als Unabhängiger kandidieren und somit gegen ihn antreten werde. Er sei dazu gezwungen worden, „zwischen der Partei, die ich liebe, und der Verteidigung der demokratischen Rechte der Londoner“ zu wählen. Einige Wochen später, am 4. April, schloss ihn die Partei aus.
Die Wahl des Mayor of London am 4. Mai 2000 gewann Livingstone mit großem Vorsprung. Der offizielle Labour-Kandidat Dobson hatte während des gesamten Wahlkampfs wenig Enthusiasmus gezeigt und landete auf dem enttäuschenden dritten Platz. Er schnitt sogar schlechter ab als der kurzfristig eingesprungene konservative Kandidat Steven Norris (der ursprüngliche Kandidat Jeffrey Archer war während des Wahlkampfs wegen Meineids angeklagt worden und wurde später auch verurteilt). Livingstones Wahlsieg war für Premierminister Blair eine große persönliche Niederlage.

## Londons erster Bürgermeister (2000–2004)

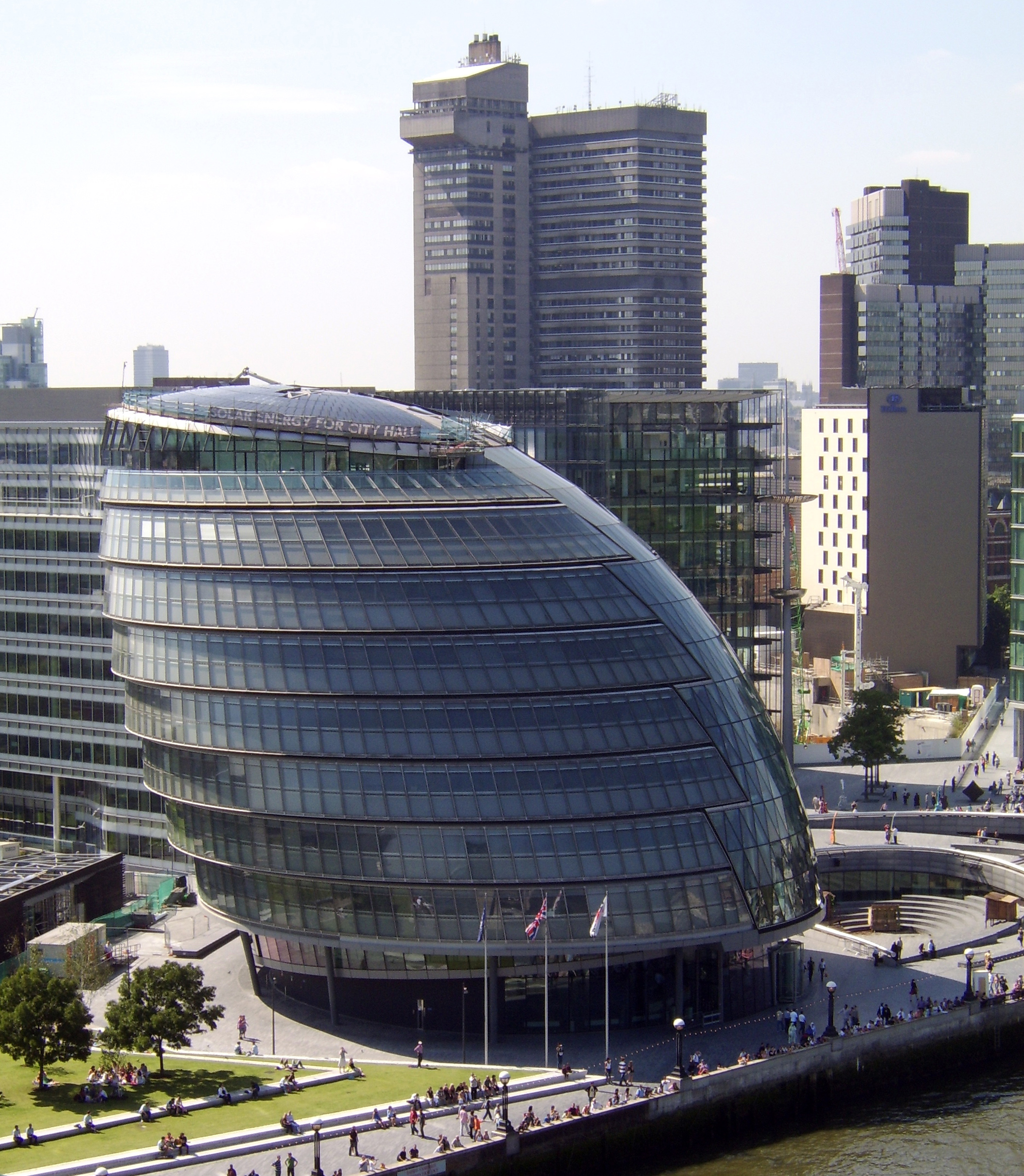
City Hall

Als Bürgermeister hatte Livingstone eine große Machtfülle. Zu seinen Hauptaufgaben gehörte es, eine Reihe untergeordneter Behörden wie Polizei, Feuerwehr, Stadtentwicklungsbehörde und Transport for London zu beaufsichtigen. Sein Büro befand sich zunächst temporär in der Marsham Street in Westminster, während in Southwark eigens ein Gebäude für die GLA errichtet wurde, die City Hall. Königin Elisabeth II. eröffnete das Gebäude im Juli 2002; Livingstone meinte dazu, die Form erinnere ihn an einen „gläsernen Hoden“. Die ersten zwei Jahre nutzte er überwiegend für den Aufbau der Verwaltung. Er setzte sich auch vehement gegen die Pläne der Labour-Regierung zur Wehr, die Modernisierung der U-Bahn mittels Public Private Partnership (PPP) zu finanzieren. Er war davon überzeugt, dass das PPP zu teuer sei und letztlich zu einer vollständigen Privatisierung führen werde. Zusammen mit dem von ihm eingesetzten Vorsitzenden von Transport for London, Bob Kiley, ging er gerichtlich gegen das PPP vor, war aber nicht erfolgreich.
Livingstone wandelte einen Teil des Trafalgar Square in eine Fußgängerzone um, was zu einer markanten Aufwertung des Platzes führte. Gegen den Widerstand zahlreicher Ladenbesitzer setzte er im Januar 2003 auch die Einführung der City-Maut London Congestion Charge durch, um das motorisierte Verkehrsaufkommen im Stadtzentrum zu reduzieren. Entgegen vielen Prognosen erwies sich die Maßnahme als Erfolg. Aufgrund dieser Leistung kürte ihn die Political Studies Association zum „Politiker des Jahres“. Vier Jahre später gab Transport for London bekannt, dass das Verkehrsaufkommen im Stadtzentrum um 20 % reduziert worden sei. Zur weiteren Förderung des öffentlichen Verkehrs führte Livingstone 2003 die Oyster-Card ein und machte die Benutzung von Bus und U-Bahn für Jugendliche von 11 bis 18 Jahren kostenlos.

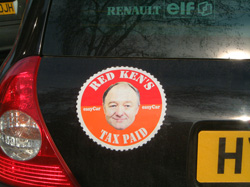
Protestaufkleber gegen die von Ken Livingstone eingeführte London Congestion Charge

2002 unterstützte Livingstone die Idee, dass sich London für die Ausrichtung der Olympischen Sommerspiele 2012 bewirbt. Er bestand jedoch darauf, dass die Spiele überwiegend im vernachlässigten East End stattfinden und zur Stadterneuerung im Tal des Lea genutzt werden sollten. Mit Unterstützung von Tessa Jowell überzeugte er die Regierung im Mai 2003 davon, das Projekt ebenfalls zu unterstützen. Ein weiteres wichtiges Entwicklungsprojekt war der im Februar 2004 vorgestellte London Plan, der den Bau von 30.000 neuen Wohnungen jährlich vorsah. Als erklärter Gegner des Irakkriegs sorgte Livingstone im November 2003 für Schlagzeilen, als er US-Präsident George W. Bush im Vorfeld seines Besuches in London als „die größte Bedrohung für das Leben auf diesem Planeten“ bezeichnete. Er veranstaltete in der City Hall einen „Friedensempfang für all jene, die nicht George Bush sind,“ und lud dazu prominente Kriegsgegner wie Ron Kovic ein.
Ein Wiederaufnahmegesuch Livingstones war 2002 von seiner Partei noch abgelehnt worden. Als vor den zweiten Wahlen zum Bürgermeister von London die Meinungsumfragen ein äußerst schlechtes Wahlergebnis für die offizielle Kandidatin Nicky Gavron prognostizierten, befürchteten zahlreiche Führungspersönlichkeiten der Labour Party ein Debakel. Am 9. Januar 2004 beschloss der Parteivorstand, Livingstone „auf Probe“ wieder aufzunehmen, trotz erheblichen Widerstands prominenter Parteimitglieder wie Finanzminister Gordon Brown, Vizepremier John Prescott und des ehemaligen Parteivorsitzenden Neil Kinnock. Daraufhin bestimmte ihn die Londoner Parteisektion mit überwältigender Mehrheit zum offiziellen Kandidaten. Am 10. Juni 2004 gewann Livingstone die Wahlen mit großem Vorsprung. Erst- und Zweitstimmen zusammengezählt, siegte er mit einem Anteil von 55,4 %.

## Zweite Amtszeit als Bürgermeister (2004–2008)

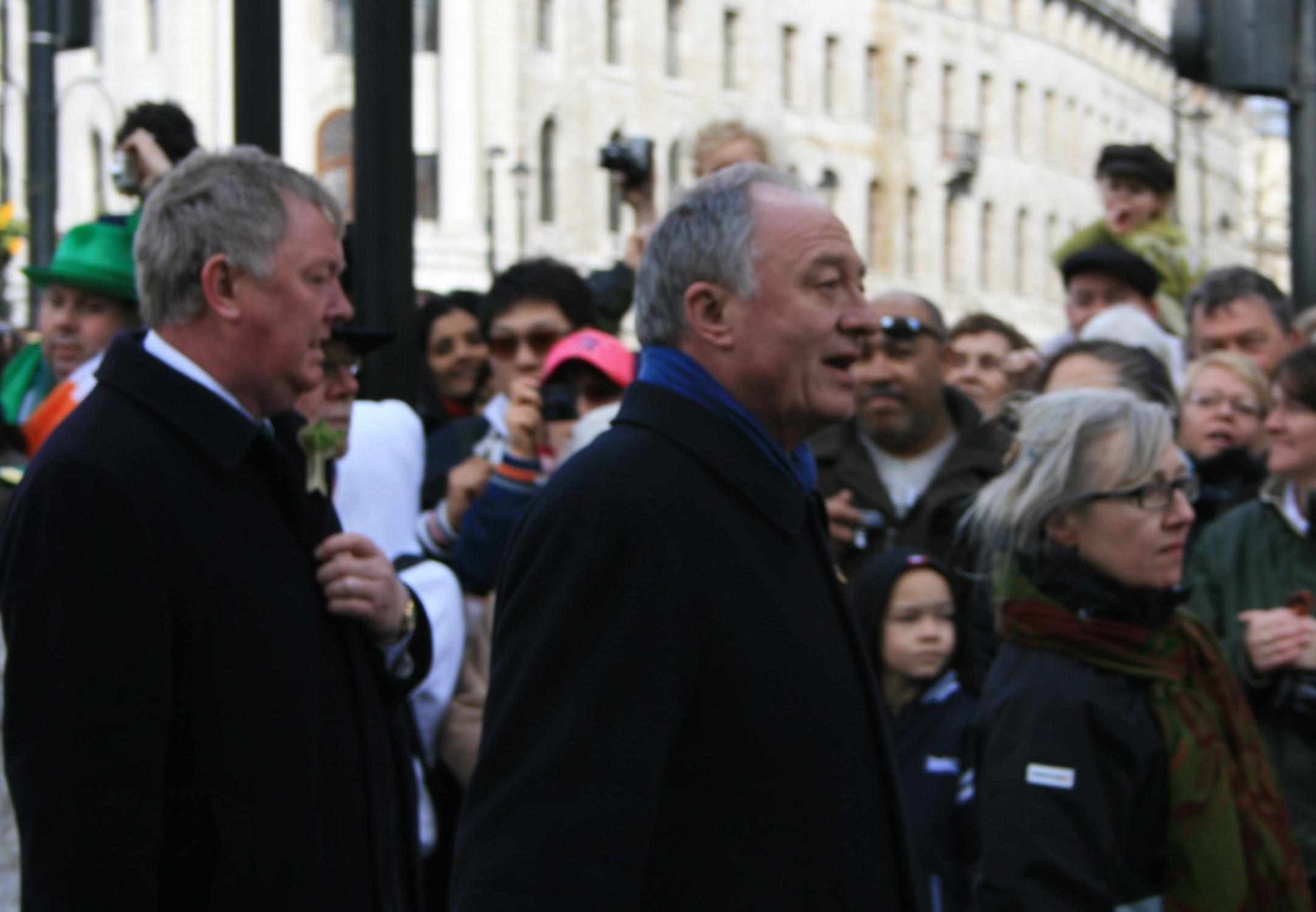
Ken Livingstone an der Parade zum Saint Patrick’s Day (17. März 2007)

Im Februar 2005 wurde Livingstone in den Medien heftig kritisiert. Zwei Monate zuvor hatte er Oliver Finegold, einen jüdischen Journalisten des konservativen Boulevardblattes Evening Standard, mit einem KZ-Wärter gleichgesetzt, nachdem dieser versucht hatte, Livingstone nach einem Empfang zu interviewen. Er sagte dem Reporter, er solle „für eine Zeitung arbeiten, die nicht dafür bekannt ist, den Faschismus zu unterstützen“. Dies war eine Anspielung auf die im gleichen Verlag erscheinende Zeitung Daily Mail, die in den 1930er Jahren Sympathien für die britischen Faschisten um Oswald Mosley gezeigt und den deutschen Nationalsozialismus unterstützt hatte. Die London Assembly forderte Livingstone nach offener Abstimmung einstimmig auf, sich bei Finegold zu entschuldigen. Er verweigerte dies jedoch und bestand darauf, in Wortwahl und Inhalt richtig gehandelt zu haben. Das Standards Board for England, die Aufsichtsbehörde der englischen Kommunalverwaltungen, leitete aufgrund zahlreicher Beschwerden ein Disziplinarverfahren ein. Am 24. Februar 2006 wurde Livingstone mit einer vierwöchigen Suspendierung seines Amtes bestraft. Zwei Tage später hob das High Court of Justice das Urteil nach einer Beschwerde Livingstones provisorisch auf und erklärte es am 5. Oktober schließlich für ungültig.
Im März 2005 sorgte Livingstone für weitere Schlagzeilen, als er in einer Kolumne für die Zeitung The Guardian den israelischen Premierminister Ariel Scharon als „Kriegsverbrecher“ bezeichnete und ihn für die Massaker von Sabra und Schatila sowie ethnische Säuberungen verantwortlich machte. Er setzte die israelische Besatzungspolitik mit der Shoa gleich und wurde daher bezichtigt, Geschichtsrevisionismus Vorschub zu leisten. Zwei Monate zuvor hatte er Yusuf al-Qaradawi, einen islamistischen Kleriker und Befürworter von Selbstmordanschlägen, zu einem offiziellen Empfang eingeladen.
Livingstone engagierte sich weiterhin in hohem Maße für die Vergabe der Olympischen Sommerspiele 2012 an London und reiste nach Singapur, um beim entscheidenden Kongress des IOC anwesend zu sein. Der positive Entscheid des IOC am 6. Juli 2005 wurde als großer persönlicher Erfolg Livingstones gewertet. Nur einen Tag später erschütterten die Terroranschläge vom 7. Juli 2005 die Stadt. Daraufhin startete Livingstone eine Kampagne, um den Multikulturalismus Londons zu betonen und bei den Stadtbewohnern ein Gefühl der Einheit zu schaffen. Er setzte sich im September 2005 dafür ein, auf dem Trafalgar Square eine Statue zu Ehren von Nelson Mandela aufzustellen: „Es gibt keinen besseren Ort für eine Statue von Nelson Mandela als unseren bedeutendsten Platz, so dass jede Generation die nächste an den Kampf gegen Rassismus erinnern kann“. Die Statue wurde zwei Jahre später aufgestellt, aber auf dem Parliament Square.
Im März 2006 empfing Livingstone Hugo Chávez, den Präsidenten Venezuelas, was zu heftiger Kritik seitens konservativer Politiker führte, da dieser die Meinungsfreiheit unterdrücke. Im November 2006 machte er einen Gegenbesuch in Venezuela. Dabei legten er und seine Begleiter einen Zwischenhalt in Kuba ein. Viele britische Medien verurteilten die Kosten von 29.000 Pfund als Verschwendung von Steuergeldern. Im Februar 2007 folgte die Unterzeichnung eines Vertrages, der die Lieferung von billigerem venezolanischem Erdöl für den Betrieb der Londoner Busse vorsah. Im Gegenzug sollte die Greater London Authority das Land in den Bereichen Stadtplanung, Umweltschutz und Verkehr beraten. Die konservativen Abgeordneten der London Assembly kritisierten dieses Vorgehen und meinten, die dafür notwendigen Gelder sollen besser dazu verwendet werden, den Armen Venezuelas direkt zu helfen.
Livingstone beabsichtigte, am 1. Mai 2008 für eine dritte Amtszeit als Bürgermeister zu kandidieren, dieses Mal gegen den konservativen Herausforderer Boris Johnson. Die Labour-Wahlkampagne erhielt im Dezember 2007 einen Dämpfer, als der Evening Standard Livingstones engen Vertrauten Lee Jaspers beschuldigte, bei der Stadtentwicklungsbehörde 2,5 Millionen Pfund unterschlagen zu haben. Jasper trat daraufhin zurück. Eine unabhängige Untersuchung kam im Juli 2009 zum Schluss, dass zwar keine Hinweise für widerrechtliches Verhalten vorlägen, aber erhebliche Lücken in der Buchhaltung bestünden. Livingstone gelang die Wiederwahl nicht: Nach Auszählung der Stimmen stand am Abend des 2. Mai 2008 fest, dass Johnson mit 53,2 % gewählt worden war.

## Nach der Zeit als Bürgermeister
Der neu gewählte Bürgermeister lobte Livingstone für seine „äußerst beachtlichen Leistungen“. Die neue Stadtverwaltung machte gleichwohl einige Entscheidungen rückgängig. Insbesondere beendete sie das Ölgeschäft mit Venezuela. Mit der Absicht, Venezuela jene Hilfe zukommen zu lassen, die versprochen worden war, erklärte Livingstone im August 2008, dass er als Stadtplanungsberater in Caracas tätig sein werde.
Als Reaktion auf den Gazakrieg forderte Livingstone im Januar 2009 die Europäische Union und die britische Regierung dazu auf, ihre Botschafter aus Israel abzuziehen, um damit das Missfallen „über das Abschlachten und die systematische Ermordung unschuldiger Araber“ zum Ausdruck zu bringen. Von September 2009 bis März 2011 moderierte er im englischsprachigen iranischen Fernsehsender Press TV die Literatursendung Epilogue, was ihm Kritik von Organisationen der Exiliraner einbrachte. Im Mai 2011 sagte Livingstone, er sei „entsetzt“ darüber, dass Osama bin Laden von US-Spezialeinheiten „im Pyjama und vor seinem Kind“ erschossen worden sei. Die Werte der westlichen Demokratie hätten weitaus besser aufgezeigt werden können, wenn er vor Gericht gestellt worden wäre.
Livingstone trat am 3. Mai 2012 erneut für die Labour Party bei der Wahl des Londoner Bürgermeisters an. Ein weiteres Mal unterlag er Boris Johnson, mit 48,5 % der Stimmen in der zweiten Auszählrunde. Nach seiner Wahlniederlage erklärte er, dies sei seine letzte Wahl gewesen.
Im April 2016 kommentierte Livingstone öffentlich die Facebook-Posts der Labour-Unterhausabgeordneten Naz Shah; sie war aus der Partei ausgeschlossen worden, nachdem sie gefordert hatte, die israelischen Juden sollten in die USA umgesiedelt werden. Livingstone meinte, ihre Posts seien zwar „völlig übertrieben“ und „rüpelhaft“, hielt sie aber nicht für antisemitisch. Er behauptete, es gebe eine „fein abgestimmte Kampagne der Israel-Lobby, die jeden als antisemitisch verleumdet, der die israelische Politik kritisiert“. Weiter führte er aus, Adolf Hitler habe den Zionismus, konkret die Aussiedelung der Juden nach Palästina unterstützt, bevor er verrückt geworden sei und sechs Millionen Juden umgebracht habe. Unter Druck geraten, verteidigte er sich, seine Behauptung sei durch die wissenschaftliche Forschung von Lenni Brenner belegt. Insbesondere der Labour-Unterhausabgeordnete John Mann, mit dem Livingstone schon früher aneinandergeraten war, griff Livingstone vor laufenden Kameras heftig verbal an und nannte ihn einen „Nazi-Entschuldiger“ („a Nazi apologist“).
Für die Labour-Partei kam die ganze Affäre zur Unzeit, da Anfang Mai 2016 Regionalwahlen in Schottland und Wales sowie Kommunalwahlen in England, unter anderem die Wahl des Londoner Bürgermeisters anstanden. Die Spitzenkandidaten in Wales und Schottland, Carwyn Jones und Kezia Dugdale, sowie der Londoner Bürgermeisterkandidat Sadiq Khan beeilten sich daher, sich von Livingstone zu distanzieren und forderten seine Suspendierung oder sogar seinen Ausschluss aus der Labour Party. Aufgrund seiner Äußerungen wurde Livingstones Parteimitgliedschaft am 28. April 2016 suspendiert, da er die Partei „in Verruf gebracht“ habe. Die Suspendierung wurde vom scheidenden Generalsekretär Iain McNicol in seiner letzten Amtshandlung am 1. März 2018 auf unbestimmte Zeit verlängert.